# Bartosz Piszczorowicz
Bartosz Piszczorowicz (23 de octubre de 1999) es un deportista polaco que compite en natación, especialista en el estilo libre. Ganó una medalla de plata en el Campeonato Europeo de Natación de 2024, en la prueba de 4 × 200 m libre mixto.

## Palmarés internacional
| Campeonato Europeo | Campeonato Europeo | Campeonato Europeo | Campeonato Europeo    |
| Año                | Lugar              | Medalla            | Prueba                |
| ------------------ | ------------------ | ------------------ | --------------------- |
| 2024               | Belgrado (Serbia)  | Medalla de plata   | 4 × 200 m libre mixto |